# Fouga Magister

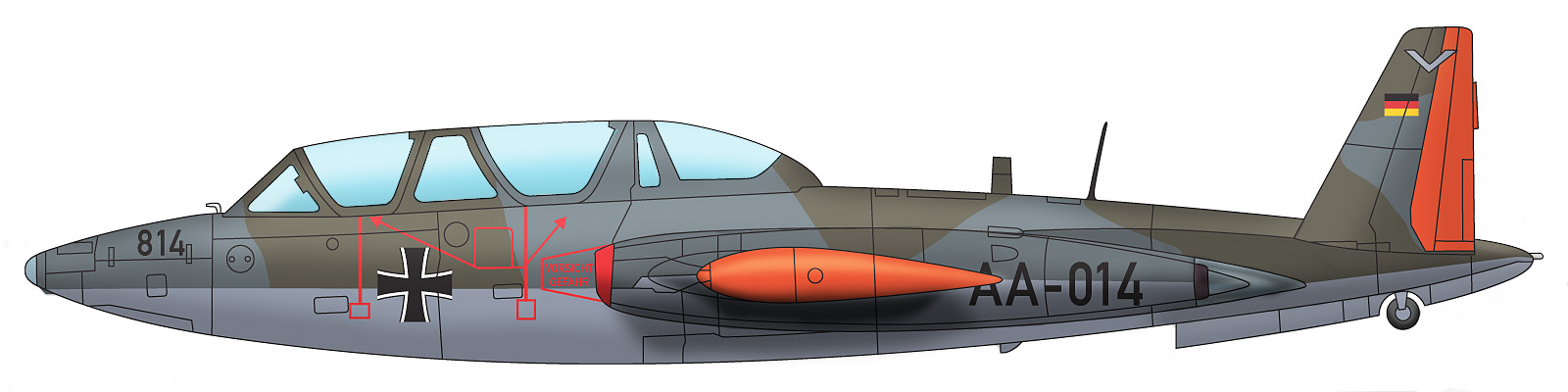
Fouga Magister der deutschen Luftwaffe

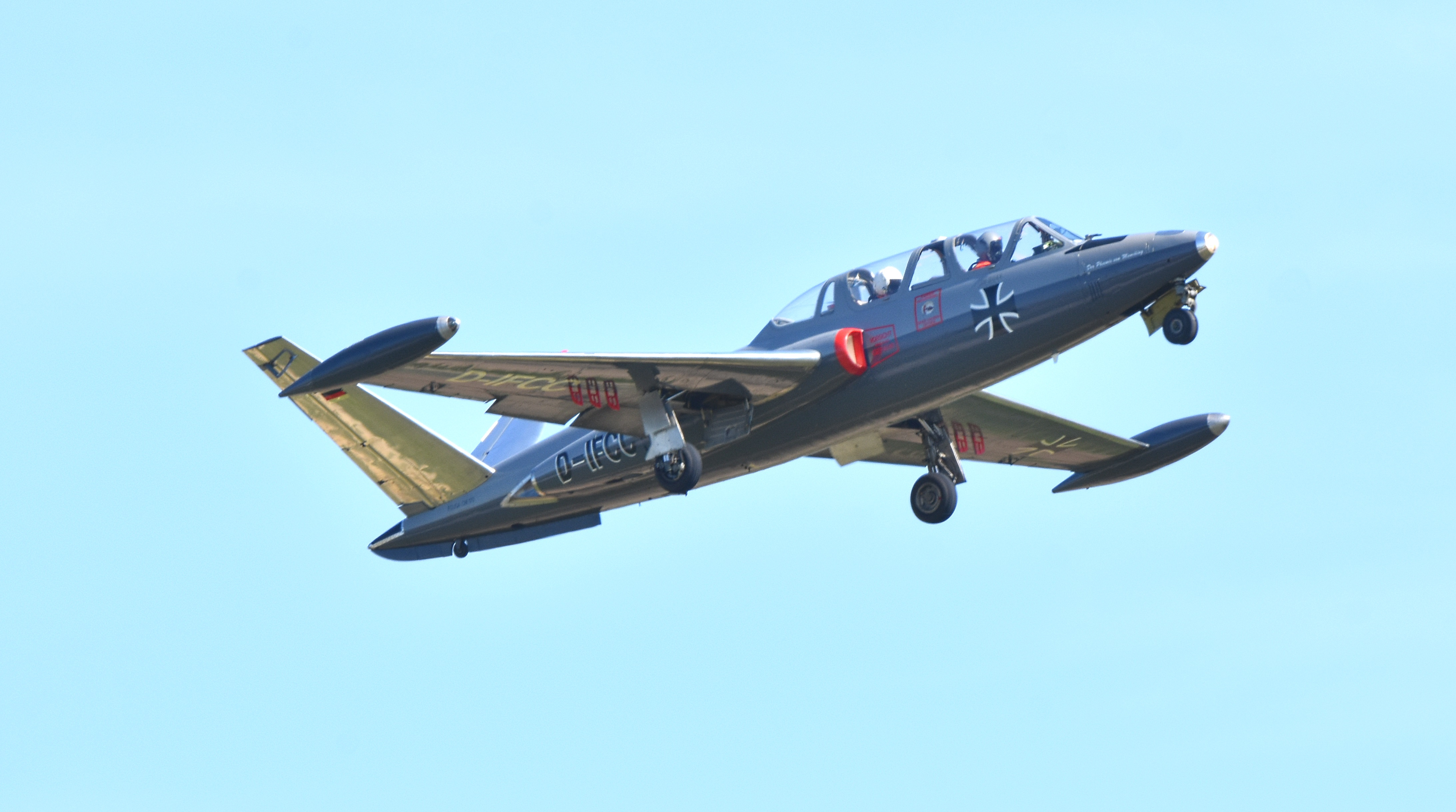
Fouga Magister CM170 auf der ILA Berlin 2018

Die Fouga (Potez) CM.170 Magister ist ein zweistrahliges Schulflugzeug aus französischer Produktion. Produzent war die Firma Fouga, die 1958 von Potez übernommen wurde, vom neuen Unternehmen Potez Air-Fouga wurde der Typ weitergebaut.

## Geschichte
Als sogenannter Strahltrainer war die Fouga Magister das zweite speziell für diesen Zweck entworfene strahlgetriebene Schulflugzeug der Welt nach der Fokker S.14 Machtrainer. Die Maschine war auch als leichtes Aufklärungs- und Kampfflugzeug einsetzbar.
Das Flugzeug wurde bereits ab 1949 aus dem Turbinenmotorsegler CM.8-R13 entwickelt. Die Vorstellung des Prototyps am 23. Juli 1952 war so beeindruckend, dass die Armée de l’air zunächst eine kleine Serie von zehn Flugzeugen bestellte. Ein Folgeauftrag über 90 – nach anderen Quellen: 95 – Maschinen erging im Jahre 1954.
Die Magister ist ein zweisitziges Ganzmetallflugzeug mit einem 110-Grad-V-Leitwerk, einem so genannten Schmetterlingsleitwerk. Das Flugzeug war sehr erfolgreich.

### Luftwaffe der Bundeswehr
| 1957 | 1958 | 1959 | 1960 | 1961 | 1962 | 1963 |
| ---- | ---- | ---- | ---- | ---- | ---- | ---- |
| 18   | 43   | 84   | 75   | 12   | 0    | 2    |

Am 28. Mai 1957 wurden die ersten in Frankreich bei Sud Aviation gefertigten Magister an die Flugzeugführerschule A der deutschen Luftwaffe auf dem Fliegerhorst Landsberg übergeben, im November 1958 die erste von insgesamt 194 in Lizenz bei Messerschmitt in Riem gebauten. Bis 1963 liefen 234 Maschinen zu. In Landsberg sollte sie die Harvard Mk. IV in der Anfängerschulung ersetzen. In der Schulung lag die Flugstundenzahl bei 110 bis 130 Stunden und dauerte aufgrund des Wetters zwischen sechs und zehn Monaten; wegen dieser Unwägbarkeiten wurde sie Mitte der 1960er-Jahre vollständig in die USA verlegt.
Die Flugzeugführerschule A stellte Ende 1959 ein Kunstflugteam auf, das mit der Magister Formationskunstflug darstellte, und bis zum Verbot von Formationskunstflug nach dem 19. Juni 1962 mit einem, 1961 auch zwei Teams, Flugshows in Deutschland und dem näheren Ausland besuchte.
Die Fouga Magister war von 1957 bis 1969 bei Luftwaffe und Marine im Einsatz. Anschließend wurden die Maschinen an andere NATO-Luftwaffen und an die algerische Luftwaffe abgegeben. Ende der 1960er-Jahre wurden einige Maschinen zu einem symbolischen Preis von 1 DM an Flugsportvereine abgegeben.

### Andere Luftstreitkräfte

#### Israel
Israel erhielt 1957 zunächst die Bauteile für 36 Magister aus deutscher Produktion, die von Israel Aircraft Industries (IAI) montiert wurden. Die Indienststellung als Schulflugzeug begann im Jahr 1960. Die Ausbildungseinheiten wurden zudem ab 1964 für Luftnahunterstützung mit MG, Raketen und Bomben vorbereitet. Die im Land unter dem Namen 'Tzukit' produzierten Maschinen wurden um eine Vielzahl ausgedienter Bundeswehr-Exemplare verstärkt. Unmittelbar nach dem Ausbruch des Sechstagekrieges flogen die Magister Bodenangriffe zur Unterstützung des israelischen Vorstoßes auf der Sinai-Halbinsel. Am zweiten Kriegstag schossen die Magister mehr als 120 jordanische Panzer und gepanzerte Fahrzeuge zusammen, die den israelischen Vormarsch auf Jerusalem aufhalten sollten. Sieben Maschinen des Typs gingen während des Krieges verloren.

#### Katanga
Im April 1961 erhielt der in einer Region des Kongo neu gegründete Staat Katanga drei Fouga Magister aus Belgien, die von Söldnern geflogen wurden. Den drei Maschinen gelang es zunächst, die Lufthoheit gegen die UN-Luftstreitkräfte zu erringen. Nach dem Verlust von zwei Maschinen fügte die letzte verbliebene Magister den UN-Truppen bis Dezember 1962 immer wieder schwere Verluste zu. Nachdem der UN-Generalsekretär Dag Hammarskjöld beim Absturz seiner Maschine im Jahre 1961 nahe Ndola ums Leben gekommen war, wurde immer wieder über einen Abschuss durch eine der katangischen Magister spekuliert.

#### Uganda
Mitte der 1960er-Jahre unterstützte Israel den Aufbau der ugandischen Luftstreitkräfte und lieferte zunächst sechs bewaffnete Fouga Magister, deren Zahl sich bis 1969 auf zwölf erhöhte. Nachdem Idi Amin die Zusammenarbeit mit Israel im Jahr 1972 abgebrochen hatte, waren die Maschinen nicht mehr flugbereit.

#### Kunstflugstaffeln
Geflogen wurde die Magister auch von der französischen Kunstflugstaffel Patrouille de France; dort war dieses Flugzeug bei über 800 Flugvorführungen bis zur Einführung des Nachfolgemodells Alpha Jet 1981 im Einsatz sowie bei der israelischen und irischen Kunstflugstaffel Silver Swallows.
Insgesamt wurden über 900 Magister hergestellt, davon 576 in Frankreich. Die Magister war in 17 Staaten im Einsatz, darunter Frankreich, Kamerun, Belgien, Brasilien, Deutschland, Finnland, Israel, Irland, Marokko und Österreich.

## Nachfolger
Eine Weiterentwicklung der Magister hieß Fouga 90. Sie flog erstmals am 20. August 1978. Angetrieben wurde sie von zwei Turboméca-Astafan-II-G-Triebwerken, ein anderes Cockpit sollte für verbesserte Sicht sorgen. Obwohl als Anfänger- und Fortgeschrittenentrainer konzipiert, konnte sie an vier Unterflügelstationen auch leichte Waffen für Bodenangriffe tragen. Es gingen keine Bestellungen für das Flugzeug ein.

## Versionen
Insgesamt wurden von diesem Flugzeugtyp 916 Flugzeuge gebaut.
CM.170 MagisterUrsprüngliche Version mit Marboré-II-Triebwerken (435 Exemplare).
CM.160Entwurf einer vereinfachten Version des Magister für die Grundausbildung.
CM.170.M Esquif (später CM.175 Zéphyr)Marineversion des CM.170.
CM.170.2Ausgestattet mit Marboré-VI-Triebwerken und neuer Funkanlage (544 Exemplare).
CM.171 MakaluErprobungsträger für das Gabizo-Triebwerk.
Flugzeug-Union-Süd MagisterDeutsche Lizenzfertigung in Deutschland (194 Exemplare).
CM.173 Super Magister / Potez 94Version mit Marboré-VI-Triebwerken, druckbelüfteter Kabine und Schleudersitzen. Ein Prototyp wurde gebaut und im Lager des Musée de l'Air eingelagert.
Potez-Heinkel CM.191Viersitziges Version der Magister (zwei Prototypen)
Fouga CM.175 ZéphyrMarineversion (30 Exemplare, darunter zwei Prototypen), genutzt für die Ausbildung von Marinefliegern in der Trägerlandung.
IAI Tzukit oder AMIT FougaIsraelische, in den 1980er-Jahren modernisierte Version.
Fouga 90/90AWeiterentwicklung des CM.170 mit Turbomeca-Astafan-Triebwerken (jeweils 7,6 kN Schub), vollständig überarbeitetem Rumpf mit neuer Cockpitverglasung für bessere Sicht und aktualisierter Avionik. Ein Prototyp gebaut, Erstflug am 20. August 1978. Die Version 90A sollte mit Turbomeca Astafan 790 kgp ausgestattet sein; beide Varianten blieben jedoch erfolglos.

## Nutzer
- Algerien (28 Ex-Deutschland)
- Bangladesch (8 Ex-Deutschland/Ex-Österreich)
- Belgien (50 inkl 8 Ex-Deutschland)
- Brasilien: (7)
- Deutschland (250 Luftwaffe + 15 Marine)
- El Salvador (9 Ex-Israel)
- Finnland (80)
- Frankreich (307 Luftwaffe + 32 Marine)
- Gabun (5 Ex-Österreich)
- Irland (7 Ex-Österreich)
- Israel (52)
- Kambodscha (4)
- Kamerun (9 Ex-Frankreich)
- Katanga (3)
- Libanon (8 Ex-Deutschland)
- Libyen (12 Ex-Frankreich)
- Marokko (21)
- Nicaragua
- Österreich (18)
- Ruanda (10 Ex-Frankreich)
- Senegal (5 Ex-Brasilien)
- Togo (4 Ex-Deutschland)
- Uganda (12 Ex-Israel)

## Heutige Nutzung
Die CM.170 Magister fliegt bei den National Championship Air Races in Reno (Nevada) innerhalb der Jet-Klasse in Rennen gegen Aero L-39, Aero L-29 und Lockheed T-33-Düsentrainer.

## Technische Daten

3-Seiten-Riss

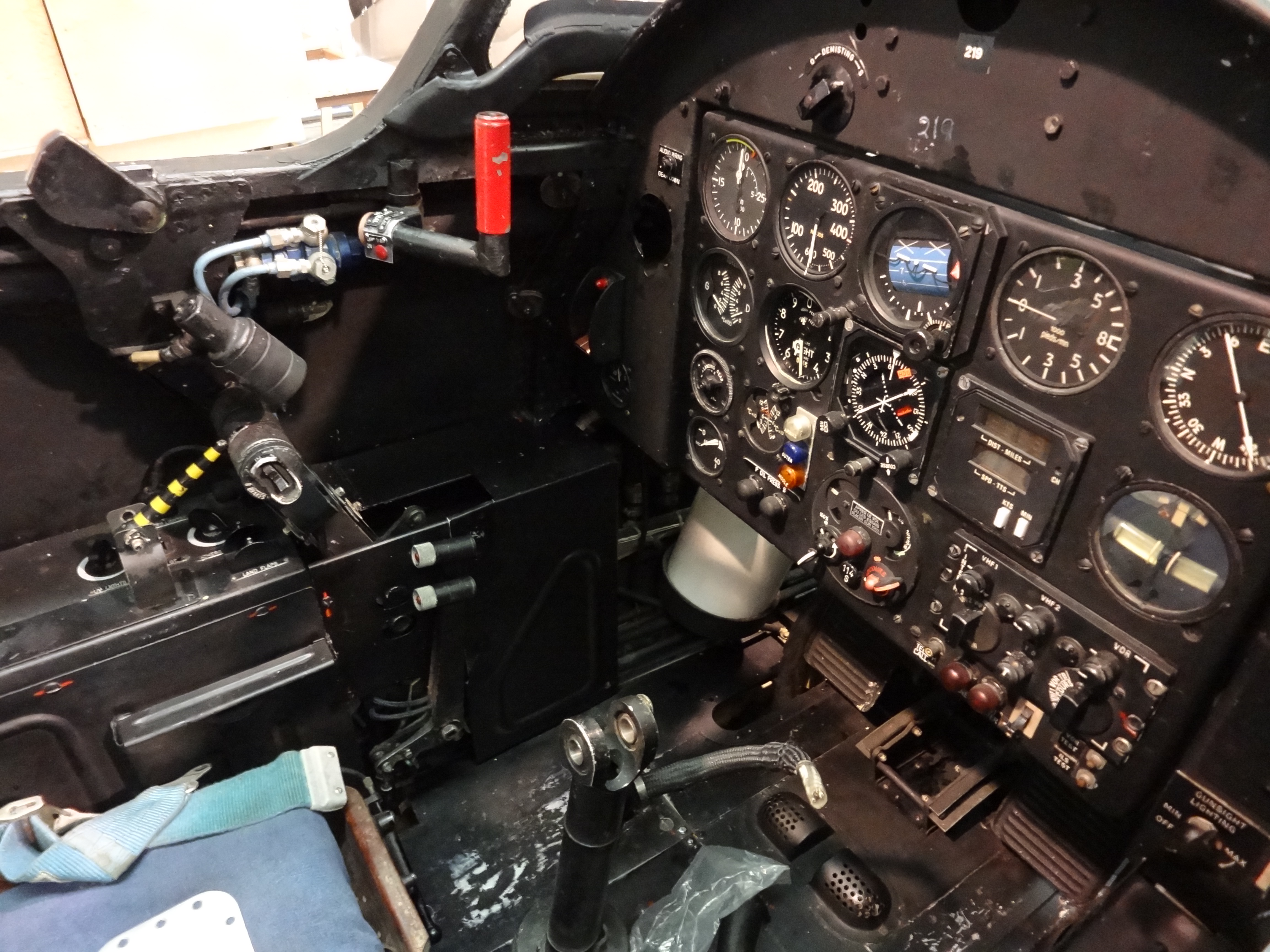
Cockpit

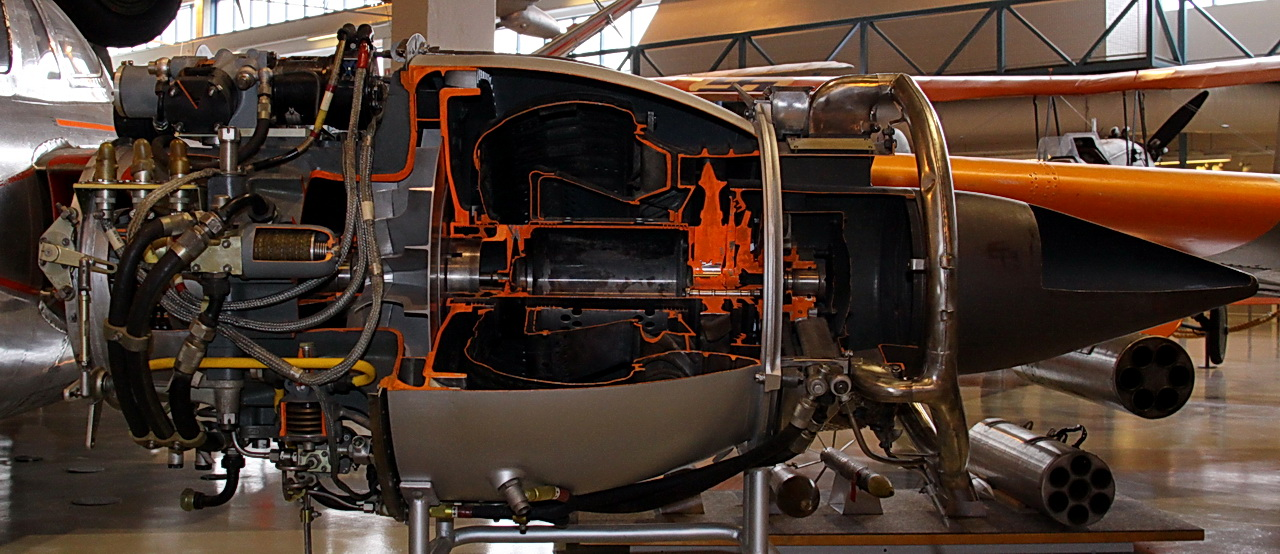
Turbomeca Marboré II F 3

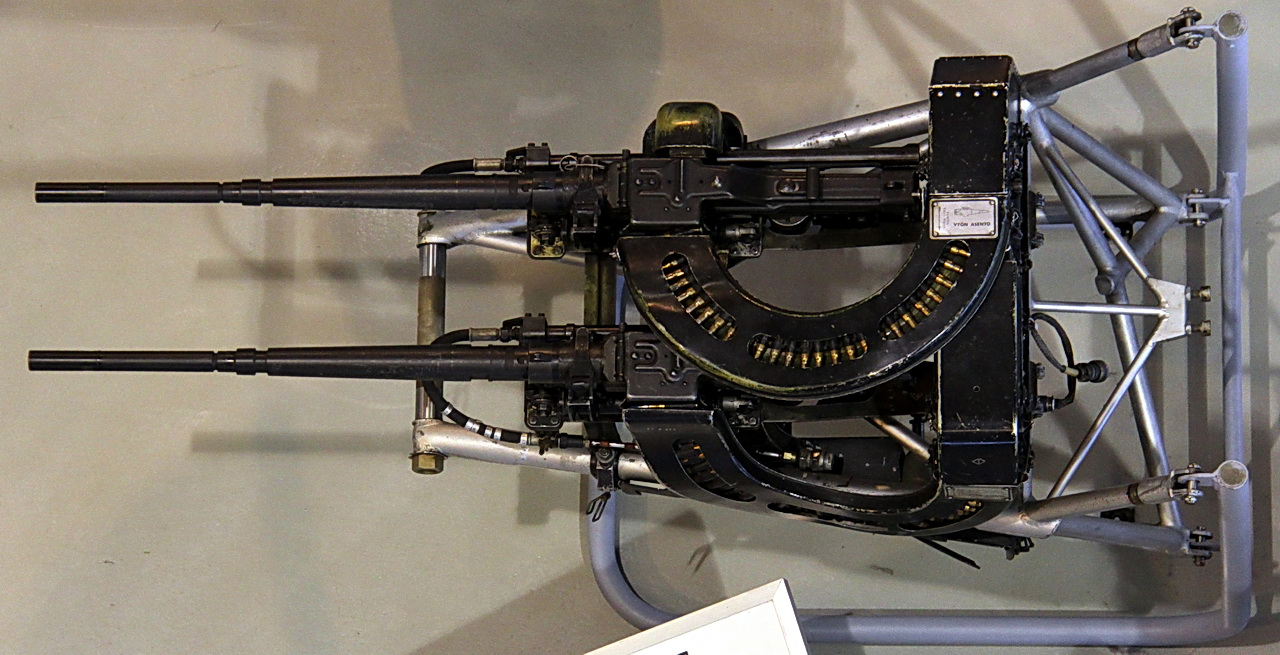
Maschinengewehr MAC-52, 7,5 mm

| Kenngröße             | Daten der Aerospatiale (Fouga) CM.170 Magister                                                                                         |
| --------------------- | --- |
| Besatzung             | 2 |
| Länge                 | 10,06 m |
| Spannweite            | 12,15 m |
| Höhe                  | 2,8 m |
| Flügelfläche          | 17,3 m² |
| Flügelstreckung       | 8,5 |
| Startmasse            | 3.300 kg |
| Höchstgeschwindigkeit | 715 km/h |
| Steigleistung         | 17 m/s |
| Dienstgipfelhöhe      | ca. 12.200 m |
| Reichweite            | 1.180 km |
| Triebwerke            | 2 Strahltriebwerke Turboméca Marboré mit je 400 kp Standschub oder 2 Turboméca Marboré VI mit je 480 kp Standschub                     |
| Bewaffnung            | 2 MG 7,5 mm oder 7,62 mm mit je 200 Schuss im Bug; 2 Unterflügelstationen für SNEB-Raketen, Bomben oder drahtgelenkte SS.11-Lenkwaffen |